# Gowarczów (gemeente)
De gemeente Gowarczów is een landgemeente in het Poolse woiwodschap Święty Krzyż, in powiat Konecki.
De zetel van de gemeente is in Gowarczów.
Op 30 juni 2004 telde de gemeente 4976 inwoners.

## Oppervlakte gegevens
In 2002 bedroeg de totale oppervlakte van gemeente Gowarczów 101,98 km², waarvan:
- agrarisch gebied: 53%
- bossen: 38%

De gemeente beslaat 8,95% van de totale oppervlakte van de powiat.

## Demografie
Stand op 30 juni 2004:
| Omschrijving                   | Totaal | Totaal | Vrouwen | Vrouwen | Mannen | Mannen |
| ------------------------------ | ------ | ------ | ------- | ------- | ------ | ------ |
| eenheid                        | aantal | %      | aantal  | %       | aantal | %      |
| inwoners                       | 4976   | 100    | 2473    | 49,7    | 2503   | 50,3   |
| bevolkingsdichtheid (inw./km²) | 48,8   | 48,8   | 24,2    | 24,2    | 24,5   | 24,5   |

In 2002 bedroeg het gemiddelde inkomen per inwoner 1360,42 zł.

## Geboren
- Stanisław Kowalski (1910-2022), atleet en supereeuweling

## Aangrenzende gemeenten
Białaczów, Gielniów, Końskie, Opoczno, Przysucha